# Велика-Писаница
Велика-Писаница (хорв. Velika Pisanica) — община с центром в одноимённом посёлке в центральной части Хорватии, в Беловарско-Билогорской жупании. Население общины 1781 человек (2011), население посёлка 1065 человек. В состав общины кроме центра общины входят ещё 7 деревень.
Большинство населения общины составляют хорваты — 72,2 %, сербы насчитывают 13 %, албанцы — 8,2 %, венгры — 4,6 %.
Населённые пункты общины находятся на юго-западных склонах хребта Билогора. В 15 км к юго-востоку расположен город Грубишно-Полье, в 20 км к северо-западу — Бьеловар. Через общину проходит автодорога D28 Дарувар — Бьеловар и местная дорога, переваливающая через Билогору и ведущая в Питомачу, на другой стороне хребта.
Центральная часть посёлка Велика-Писаница хорошо сохранила историческую застройку. В посёлке две церкви — церковь св. Лазаря (1724 год) и приходская церковь Сердца Иисусова (1908 год). В 1921 году в посёлке родился хорватский художник Эдо Муртич.